# Luckaitztal
Luckaitztal (niedersorbisch Łukajcyny doł) ist eine Gemeinde im Landkreis Oberspreewald-Lausitz in Brandenburg. Sie gehört dem  Amt Altdöbern an.

## Gemeindegliederung
Luckaitztal besteht aus folgenden Ortsteilen:
- Buchwäldchen
- Gosda mit den bewohnten Gemeindeteilen Weißag und Zwietow
- Muckwar
- Schöllnitz mit den bewohnten Gemeindeteilen Luckaitz, Neudöbern und Rettchensdorf

Hinzu kommen die Wohnplätze Alte Försterei, Alte Mühle, Ausbau, Bohnenmühle, Fuchsmühle, Gielow, Obermühle, Untermühle und Waldhaus.

## Geschichte
Buchwäldchen, Gosda, Muckwar und Schöllnitz gehörten von 1816 bis 1952 zum Landkreis Calau (bis 1947 in der preußischen Provinz Brandenburg, von 1947 bis 1952 im Land Brandenburg). Von 1952 bis 1993 waren die Orte Teil des Kreises Calau (bis 1990 im DDR-Bezirk Cottbus, von 1990 bis 1993 wieder im Land Brandenburg). Seit der Kreisreform 1993 liegen sie im Landkreis Oberspreewald-Lausitz.
Luckaitztal entstand am 31. März 2002 aus dem freiwilligen Zusammenschluss der bis dahin selbstständigen Gemeinden Buchwäldchen, Muckwar, Gosda und Schöllnitz. Der Gemeindename geht auf den Fluss Luckaitz zurück.

## Bevölkerungsentwicklung
| Jahr | Einwohner |
| ---- | --------- |
| 2002 | 970       |
| 2005 | 961       |
| 2010 | 875       |
| 2015 | 822       |
| 2020 | 767       |

| Jahr | Einwohner |
| ---- | --------- |
| 2021 | 776       |
| 2022 | 758       |
| 2023 | 747       |
| 2024 | 746       |

Gebietsstand des jeweiligen Jahres, Einwohnerzahl: Stand 31. Dezember, von 2011 bis 2021 auf Basis des Zensus 2011, ab 2022 auf Basis des Zensus 2022

## Politik

### Gemeindevertretung
Die Gemeindevertretung von Luckaitztal besteht aus 10 Gemeindevertretern und dem ehrenamtlichen Bürgermeister. Die Kommunalwahl am 9. Juni 2024 führte bei einer Wahlbeteiligung von 76,2 % zu folgendem Ergebnis:
| Wählergruppe                       | Stimmenanteil | Sitze |
| ---------------------------------- | ------------- | ----- |
| Wählergemeinschaft Schöllnitz      | 43,7 %        | 4     |
| Wählergruppe Buchwäldchen          | 21,2 %        | 2     |
| Wählergruppe Dorfclub Muckwar      | 19,7 %        | 2     |
| Wählergruppew Gosda-Weißag-Zwietow | 15,4 %        | 2     |

### Bürgermeister
- 2003–2024: Roland Schneider (Wählergemeinschaft Schöllnitz)[8]
- seit 2024: Uwe Zozmann (Wählergemeinschaft Schöllnitz)

Zozmann wurde bei der Bürgermeisterstichwahl am 30. Juni 2024 mit 51,5 % der gültigen Stimmen für eine Amtszeit von fünf Jahren gewählt.

## Sehenswürdigkeiten

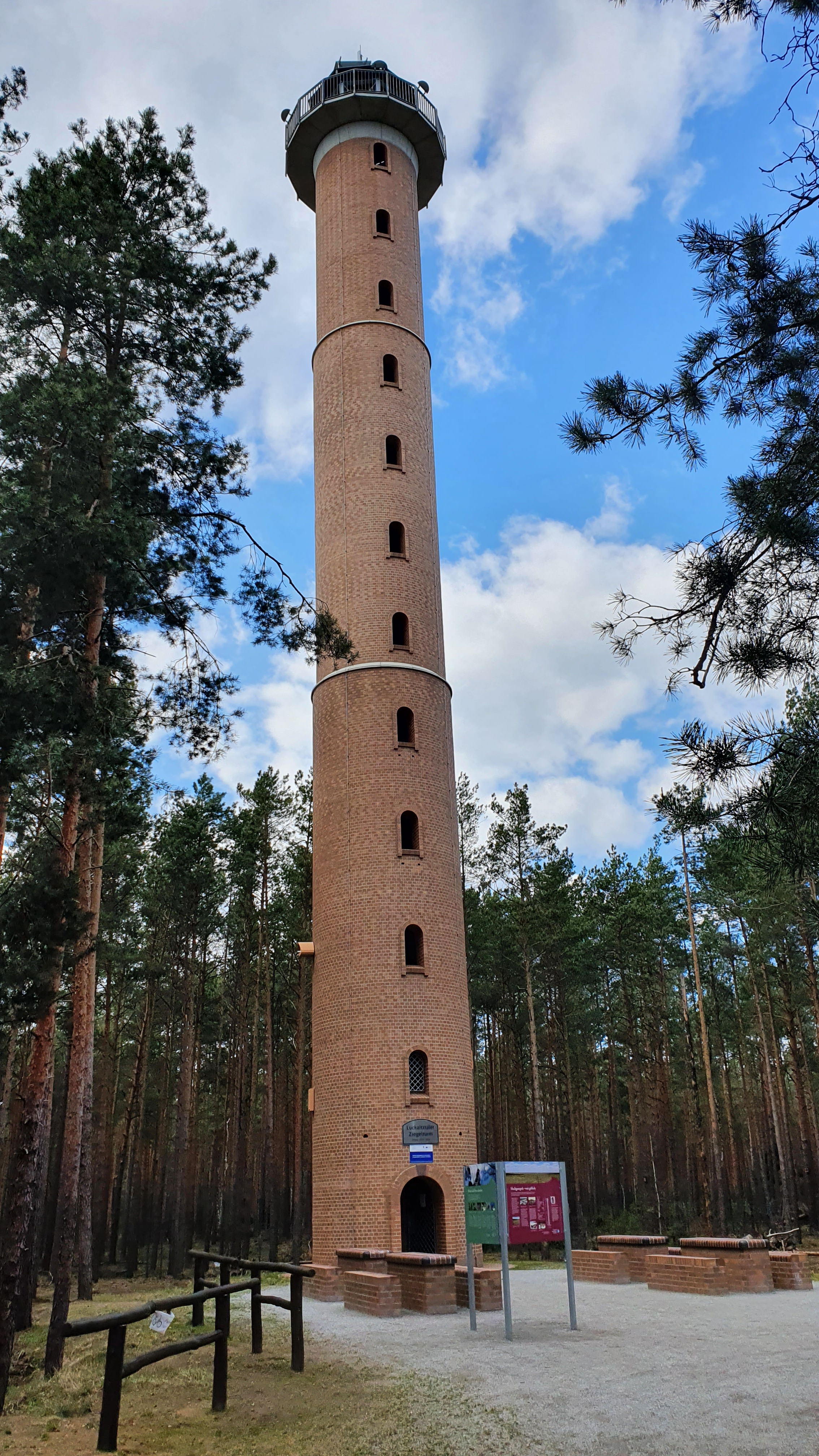
Luckaitztaler Ziegelturm

In der Liste der Baudenkmale in Luckaitztal und in der Liste der Bodendenkmale in Luckaitztal stehen die in der Denkmalliste des Landes Brandenburg eingetragenen Denkmale.
Nördlich der Ortschaft Weißag steht in der Calauer Schweiz der Luckaitztaler Ziegelturm, ein knapp 43 Meter hoher Aussichtsturm. Er wurde zwischen 2018 und 2020 als Ersatz für einen Aussichtsturm aus Holz gebaut, der 2014 wegen Schäden am Holztragwerk abgerissen werden musste.

## Infrastruktur

### Verkehr
Der Ortsteil Muckwar liegt an der Landesstraße 53 zwischen Calau und Altdöbern. Im Ort zweigt die Kreisstraße 6622 ab, die in den Altdöberner Ortsteil Ranzow führt. Durch die Ortsteile Gosda und Schöllnitz verläuft die Kreisstraße 6619, durch Buchwäldchen die Kreisstraße 6621 und durch Neudöbern die Kreisstraße 6633.

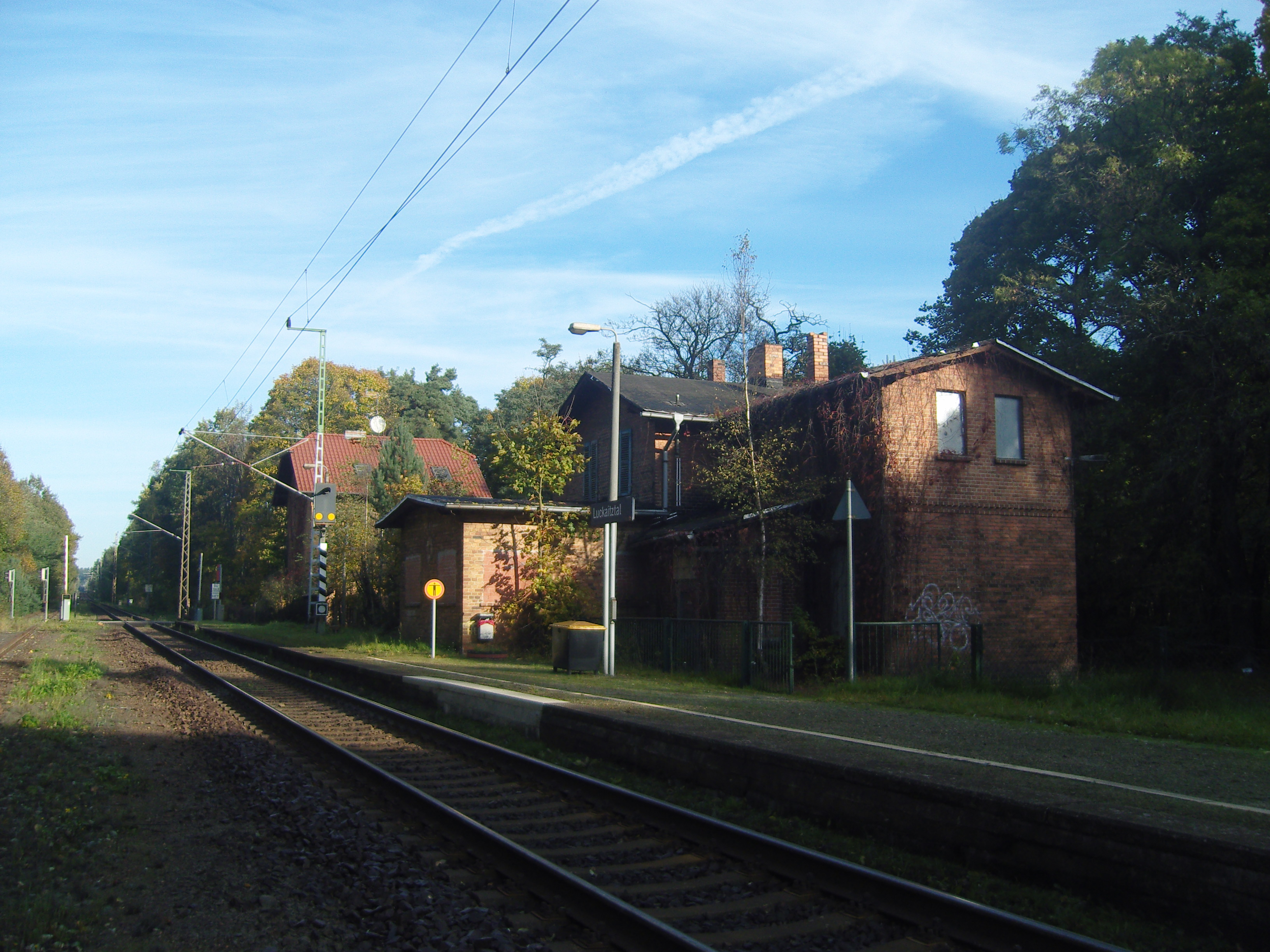
Bahnhof Luckaitztal

Durch die Gemeinde verläuft die Bahnstrecke Lübbenau–Kamenz mit dem Haltepunkt Luckaitztal (früher Schöllnitz) und dem Bahnhof Altdöbern. Beide werden von der Regionalexpresslinie RE 7 Dessau Hbf – Bad Belzig – Berlin – Calau (NL) – Luckaitztal – Altdöbern – Senftenberg im Stundentakt bedient.
Innerhalb des Gemeindegebiets rund anderthalb Kilometer westlich von Luckaitz liegt der Flugplatz Bronkow. Er wurde 1936 und 1937 als Militärflugplatz gebaut und wird seit 2004 von einem Fliegerclub betrieben.

### Wirtschaft
Die Wienerberger AG betreibt im Ortsteil Buchwäldchen eine Ziegelei, in der vor allem Vormauerziegel produziert werden.

### Bildung
In Muckwar befindet sich eine Kindertagesstätte in Trägerschaft des Amtes Altdöbern. Die für die Gemeinde zuständige Grundschule befindet sich in Altdöbern, die Oberschule in Calau.

## Persönlichkeiten
- Ferdinand von Helldorff (1835–1893), Landrat, lebte in Buchwäldchen
- Leonore Goldschmidt (1897–1983), Pädagogin, geboren in Gosda